# Bart Schouten
Bart Schouten (* 12. September 1967 in Haarlem) ist ein erfolgreicher niederländischer Eisschnelllauf-Trainer.
Bart Schouten war lange Zeit erfolgreich als Trainer in den USA tätig. Dort trainierte er unter anderem Derek Parra, Chris Witty und Chad Hedrick, die unter seiner Führung Olympiasieger wurden, sowie Brigt Rykkje und seit 2003 auch die Deutsche Monique Garbrecht-Enfeldt.
2006 wechselte er nach Deutschland, wo er am Stützpunkt Berlin die deutschen Männer trainieren und wieder in die Weltspitze führen soll. Das Konzept der Bildung einer reinen, 16-köpfigen Männergruppe, nicht jedoch die Berufung Schoutens, ist in  Teilen der Eisschnelllaufszene umstritten. Seine Arbeit trug schon mit vorderen Platzierungen der vorher international nicht überzeugenden Tobias Schneider, Stefan Heythausen und Samuel Schwarz in den ersten Weltcups der Saison 2006/07 Früchte.